# Patas arriba
Patas arriba es una película venezolana de 2011 dirigida por Alejandro García Wiedemann, más conocido por dirigir "Plan B". Esta película se caracteriza porque el principal escenario es el El Ávila. Fue ganadora del Festival del Cine Venezolano 2012 como "Mejor Película" y otros 5 premios.

## Sinopsis
La trama habla de Renato, un anciano cuyo sueño antes de morir es navegar desde la Guaira hasta Salvador de Bahía, pero lo único que se interpone entre él y su sueño es nada más y nada menos que su familia, quienes lo quieren enviar en contra de su voluntad a un hospital. Lo que ninguno de ellos se imagina es que Renato con ayuda de su nieta Carlota les van a dar una sorpresa a todos para tratar de resolver los problemas de una familia que está "patas arriba".

## Reparto
- Gonzalo Camacho
- Lourdes Valera
- Michelle García
- Erich Wildpret
- Marialejandra Martin
- Basilio Álvarez
- Dimas González
- Daniela Bascopé
- Tania Sarabia
- Sindy Lazo
- Eduardo Gadea Pérez
- André Ramiro
- Adriana Deffenti[3]
- Juliana Betancourth

## Premios
| Premio                           | Categoría       | Resultado | Nominado                   | Fuente |
| -------------------------------- | --------------- | --------- | -------------------------- | ------ |
| Festival de Cine Venezolano 2012 | Mejor Dirección | Ganador   | Alejandro García Wiedemann | [ 4 ]  |
| Festival de Cine Venezolano 2012 | Mejor Guion     | Ganador   | Gabriela Rivas Páez        | [ 4 ]  |
| Festival de Cine Venezolano 2012 | Mejor Actor     | Ganador   | Gonzalo Camacho            | [ 4 ]  |
| Festival de Cine Venezolano 2012 | Mejor Música    | Ganador   | Alonso Toro                | [ 4 ]  |
| Festival de Cine Venezolano 2012 | Mejor Cámara    | Ganador   | Julio César Castro         | [ 4 ]  |
| Festival de Cine Venezolano 2012 | Mejor Película  | Ganador   | Patas Arriba               | [ 4 ]  |